# Organisation de l'Armée de terre française
Cet article présente l'organisation de l'Armée de terre française et ses évolutions de la fin de la guerre froide jusqu'au plan de réorganisation nommé « Armée de terre de combat », en vigueur depuis septembre 2024.

## L'Armée de terre à la fin de la guerre froide (1989)
En 1989, l'Armée de terre est composée de trois « piliers » : la 1re armée et ses trois corps d'armée, la force d'action rapide et la défense opérationnelle du territoire. Ses effectifs atteignent 296 000 hommes.
La division blindée « modèle 1984 » est une unité interarmes d'un effectif d'environ 10 000 hommes, la division légère blindée « modèle 1984 » est une unité interarmes d'un effectif d'environ 6 500 hommes (malgré son nom, la division d'infanterie de marine est organisée comme une division légère blindée) et la division d'infanterie « modèle 1984 » est une unité de combat d'un effectif d'environ 7 000 hommes. Les divisions légères blindées « écoles » sont des unités qui n'existent que sur le papier en temps de paix, elles sont constituées en temps de guerre par les écoles, centres d'instructions et unités de réserve. L'Armée de terre comporte également deux divisions d'infanterie légères (parachutiste et de montagne) et une division aéromobile.

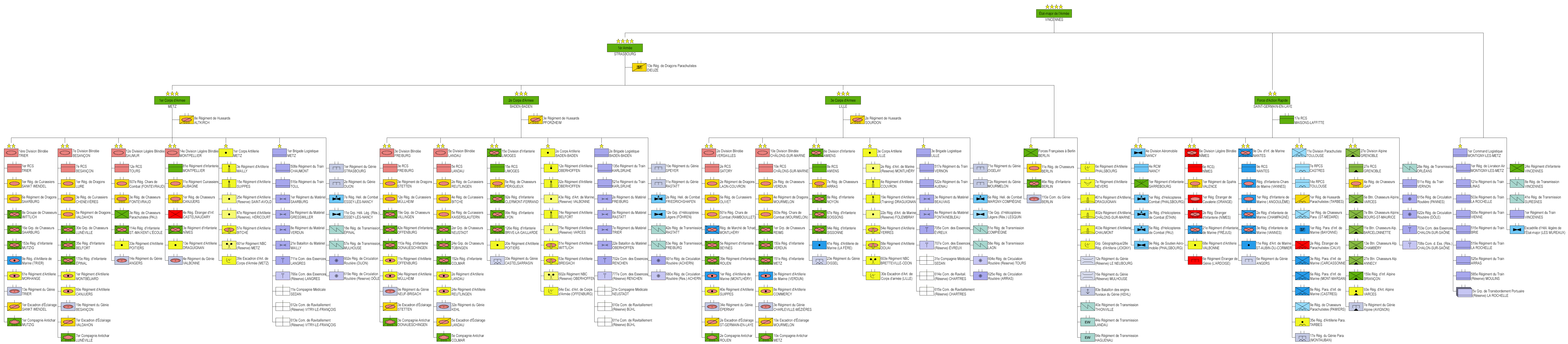
Organisation de l'Armée de terre début 1989.

### État-major de l’Armée de terre deVincennes
- Forces françaises à Berlin
- 1er commandement logistique de Montigny-lès-Metz
- Commandement de la Légion étrangère d'Aubagne
- Commandement de l'Aviation légère de l'Armée de terre de Vélizy-Villacoublay

### 1rearméedeStrasbourg

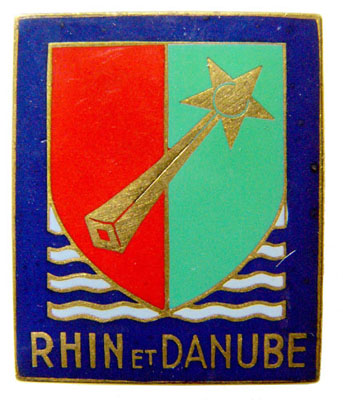
Insigne de la 1re armée.

- Division du Rhin de Strasbourg (réserve)

- 1er corps d'armée de Metz
  - Commandement de l'artillerie du 1er corps
  - Brigade logistique du 1er corps
  - 1re division blindée de Trèves (Allemagne)
  - 7e division blindée de Besançon
  - 12e division légère blindée « école » de Saumur
  - 14e division légère blindée « école » de Montpellier

- 2e corps d'armée de Baden-Baden (Allemagne)
  - Commandement de l'artillerie du 2e corps
  - Brigade logistique du 2e corps
  - 3e division blindée de Fribourg-en-Brisgau (Allemagne)
  - 5e division blindée de Landau (Allemagne)
  - 15e division d'infanterie de Limoges

- 3e corps d'armée de Lille
  - Commandement de l'artillerie du 3e corps
  - Brigade logistique du 3e corps
  - 2e division blindée de Versailles
  - 8e division d'infanterie d'Amiens
  - 10e division blindée de Châlons-en-Champagne

### Force d'action rapidedeMaisons-Laffitte

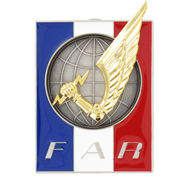
Insigne de la FAR.

- Brigade logistique de la force d'action rapide
- 4e division aéromobile de Nancy
- 6e division légère blindée de Nîmes
- 9e division d'infanterie de marine de Nantes
- 11e division parachutiste de Toulouse
- 27e division alpine de Grenoble

### Défense opérationnelle du territoire
Forces de réserves et régions militaires.
- 1re région militaire, Paris
  - 102e brigade de zone de Saint-Germain-en-Laye

- 2e région militaire, Lille
  - 108e brigade de zone d'Amiens

- 3e région militaire, Rennes
  - 109e brigade de zone de Saint-Malo

- 4e région militaire, Bordeaux
  - 115e brigade de zone de Limoges

- 5e région militaire, Lyon
  - 127e brigade de zone de Grenoble

- 6e région militaire, Metz
  - 107e brigade de zone de Besançon
  - 110e brigade de zone de Châlons-en-Champagne

## De 1990 à 1999
Consécutivement à la chute du mur de Berlin, le 1er corps d'armée est dissous en 1990 et ses divisions reversées vers les 2e corps et 3e corps.
Le 2e corps d'armée, la 3e division blindée, la 5e division blindée, la 8e division d'infanterie, la 12e division légère blindée école, la 14e division légère blindée école, la 15e division d'infanterie et la division du Rhin sont dissous entre 1991 et 1994. La division du Rhin est remplacée par la brigade d'Alsace tandis que la brigade franco-allemande (créée en octobre 1989) et la 1re division blindée — anciennement subordonnées au 2e corps — passent sous l'autorité du nouveau corps européen.
La force Hadès, chargée de la mise en œuvre du missile nucléaire du même nom, est créée en 1991. Elle dépend directement de l'état-major de l'Armée de terre.
L'Armée de terre est entièrement réorganisée entre 1993 et 1995. Plusieurs brigades spécialisées rattachées au 3e corps sont formées : la 3e brigade d'artillerie, la brigade de transmissions, la brigade du génie et la 3e brigade aéromobile. Une brigade de renseignement et de guerre électronique est directement rattachée à l'état-major de l'Armée de terre. 
Les forces françaises en Allemagne deviennent les forces françaises stationnées en Allemagne en 1993. Le nombre de militaires français présents en Allemagne passe de 46 000 à 25 000.
En 1994, la 27e division alpine devient la 27e division d'infanterie de montagne et quitte la force d'action rapide pour rejoindre le 3e corps d'armée. La 19e brigade d'artillerie est créée la même année au sein de la force d'action rapide.
Le 23 février 1996, le président Jacques Chirac annonce la professionnalisation des armées ce qui va entraîner une grande transformation de l'Armée de terre.
À cette date, l'Armée de terre se structure ainsi :
État-major de l'Armée de terre
- Corps européen de Strasbourg
  - 1re division blindée de Trèves en Allemagne
  - Brigade franco-allemande de Müllheim en Allemagne
- Brigade de renseignement et de guerre électronique de Mercy-lès-Metz
- Brigade d'Alsace de Strasbourg (réserve)
- Force Hadès de Lunéville
- Commandement de la Légion étrangère d'Aubagne
- Commandement de l'Aviation légère de l'Armée de terre de Vélizy-Villacoublay

3e corps d'armée de Lille
- 2e division blindée de Versailles
- 7e division blindée de Besançon
- 10e division blindée de Châlons-en-Champagne
- 27e division d'infanterie de montagne de Grenoble
- Brigade de transmissions de Lille
- Brigade du génie du 3e corps d'armée de Lille
- Brigade logistique du 3e corps d'armée de Lille
- 3e brigade d'artillerie de Lille
- 3e brigade aéromobile de Lille

Force d'action rapide de Maisons-Laffitte
- 4e division aéromobile de Nancy
- 6e division légère blindée de Nîmes
- 9e division d'infanterie de marine de Nantes
- 11e division parachutiste de Toulouse
- 19e brigade d'artillerie de Maisons-Laffite
- Brigade logistique de la force d'action rapide de Maisons-Laffite

La 10e division blindée, la force Hadès et la 3e brigade aéromobile sont dissoutes en 1997 suivis par le 3e corps d'armée et la force d'action rapide en 1998.

## De 1999 à 2016
La professionnalisation a pour conséquence une grande diminution des effectifs de l'Armée de terre. Son organisation est totalement remaniée à partir de 1998. Deux grands commandements sont créés : le commandement de la force d'action terrestre et le commandement de la force logistique terrestre. Le 1er juillet 1999, le niveau divisionnaire est supprimé, les divisions qui existaient encore à cette date sont réduites et transformées en brigades. Néanmoins quatre états-majors de force opérationnelle permettent de constituer des divisions de type OTAN (20 000 à 30 000 hommes) en cas de besoin. La brigade d'Alsace, grande unité de réserve, est dissoute en 1999. La même année, les forces françaises stationnées en Allemagne deviennent les forces françaises et l'élément civil stationnés en Allemagne. Il ne reste alors plus que 4 400 militaires français répartis dans quatre garnisons en Allemagne. En 2002, le groupement spécial autonome (formé en 1997) devient la brigade des forces spéciales terre. En 2005, un cinquième état-major de force opérationnelle, de niveau corps d'armée, est créé.

### État-major de l'Armée de terre
- Corps européen de Strasbourg
  - Brigade franco-allemande de Müllheim en Allemagne
- États-majors de force opérationnelle no 1, 2, 3 et 4
- Brigade des forces spéciales terre de Pau
- Commandement de l'Aviation légère de l'Armée de terre de Villacoublay
- Commandement de la Légion étrangère d'Aubagne

### Commandement de la force d'action terrestredeLille
- 1re brigade mécanisée de Châlons-en-Champagne
- 2e brigade blindée d'Orléans
- 3e brigade mécanisée de Limoges
- 4e brigade aéromobile d'Essey-lès-Nancy
- 6e brigade légère blindée de Nîmes
- 7e brigade blindée de Besançon
- 9e brigade légère blindée de marine de Nantes
- 11e brigade parachutiste de Toulouse
- 27e brigade d'infanterie de montagne de Grenoble
- Brigade de transmissions et d'appui au commandement de Lunéville
- Brigade de renseignement de Montigny-lès-Metz
- Brigade d'artillerie (remplaçante des 3e et 19e brigades d'artillerie) de Haguenau
- Brigade du génie de Strasbourg

### Commandement de la force logistique terrestredeMontlhéry
- 1re brigade logistique de Montlhéry
- 2e brigade logistique de Souge

### Directions des services et des soutiens
- Direction centrale du génie de Paris
- Direction centrale des télécommunications et de l'informatique du Kremlin-Bicêtre
- Direction du Commissariat de l'Armée de terre de Rambouillet
- Direction centrale du Matériel de l'Armée de terre de Versailles
- Direction des personnels militaires de l'Armée de terre
- Commandement de la formation de l'Armée de terre de Tours
- Commandement de la doctrine et de l’enseignement militaire supérieur de Paris

La plupart des services et directions de l'Armée de terre ont été intégrés à de nouvelles structures interarmées. Ainsi la Direction centrale du génie rejoint le Service d'infrastructure de la Défense en 2005, la Direction centrale des télécommunications et de l'informatique intègre la Direction interarmées des réseaux d'infrastructure et des systèmes d'information en 2006, la Direction du Commissariat de l'Armée de terre est remplacée par le Service du commissariat des armées en 2010.
En 2008, la Direction des personnels militaires de l'Armée de terre devient la Direction des ressources humaines de l'Armée de terre.
En 2009, il est décidé à nouveau de profondes modifications de la carte militaire avec une réduction du nombre d'unités et de garnisons. Le commandement de la force logistique terrestre, l'État-major de force n° 2, l'État-major de force n° 4, la 1re brigade mécanisée, la 4e brigade aéromobile, la brigade d'artillerie, la brigade du génie et la 2e brigade logistique sont dissous entre 2009 et 2015 tandis que seuls 500 militaires français restent stationnés en Allemagne au sein de l'état-major et du bataillon de soutien de la brigade franco-allemande. La Direction du Matériel de l'Armée de terre se transforme en Structure intégrée du maintien en condition opérationnelle des matériels terrestres (disposant d'un Service de la maintenance industrielle terrestre) et les dépôts de munitions des régiments du matériel rejoignent le Service interarmées des munitions.

## De 2016 à 2024
Le modèle « Au contact » marque le retour du niveau divisionnaire qui avait disparu en 1999 lors de la suspension du service militaire.
La nouvelle organisation compte deux grandes divisions intégrées au programme Scorpion et plusieurs commandements spécialisés du niveau divisionnaire (dont l'école du combat interarmes).
La division modèle « Scorpion » est une grande unité interarmes d'un effectif d'environ 25 000 hommes. Elle comporte trois régiments endivisionnés (un régiment du génie, un régiment d'artillerie et un régiment spécialisé) et encadre trois brigades (une brigade blindée, une brigade médiane et une brigade légère). Les deux divisions regroupent ainsi un total de six brigades et de six régiments endivisionnés ; les unités françaises de la brigade franco-allemande sont également rattachées à la 1re division.
Les brigades interarmes sont densifiées. Chaque brigade est constituée de six à huit régiments (cavalerie, infanterie, artillerie, génie et train pour la brigade parachutiste) et d'un état-major auquel est rattachée une compagnie de commandement et de transmissions ainsi qu'un centre de formation initiale militaire.
La 4e brigade d'aérocombat, regroupant trois des quatre régiments d'hélicoptères de l'Armée de terre et une compagnie de commandement et de transmissions, est placée sous la subordination du commandement de l'aviation légère de l'Armée de terre.
Les autres commandements du niveau divisionnaire regroupent les unités (régiments et écoles) d'une même spécialité. Ils sont d'une taille et d'une composition variable.
Enfin, les régiments stationnés en outre-mer sont placés sous la responsabilité de l'état-major spécialisé pour l’outre-mer et l’étranger.
En juillet 2018, le commandement des centres de préparation des forces fusionne avec l'école du combat interarmes pour former le commandement de l'entrainement et des écoles du combat interarmes tandis qu'une structure dédiée au partenariat militaire opérationnel est adossée à état-major spécialisé pour l’outre-mer et l’étranger et un régiment de soutien parachutiste est recréé au sein du commandement de la logistique. Enfin, une sixième « zone terre » est créée à Marseille le 1er septembre 2018.
Au cours de l'été 2019, tous les centres de formation initiale des militaires du rang (CFIM), les groupements de recrutement et de sélection (GRS) et les écoles de l'Aviation légère de l'Armée de terre prennent le nom d'un régiment tandis que le 132e bataillon cynophile se transforme en 132e régiment d'infanterie cynotechnique.

### État-major de l'Armée de terre deParis
- Corps européen de Strasbourg
- Commandement de l'Aviation légère de l'Armée de terre de Villacoublay
  - 4e brigade d'aérocombat de Clermont-Ferrand
- Commandement des forces spéciales terre de Pau-Uzein
- Commandement de la Légion étrangère d'Aubagne
- Commandement terre pour le territoire national de Paris

### Commandement des forces terrestresdeLille

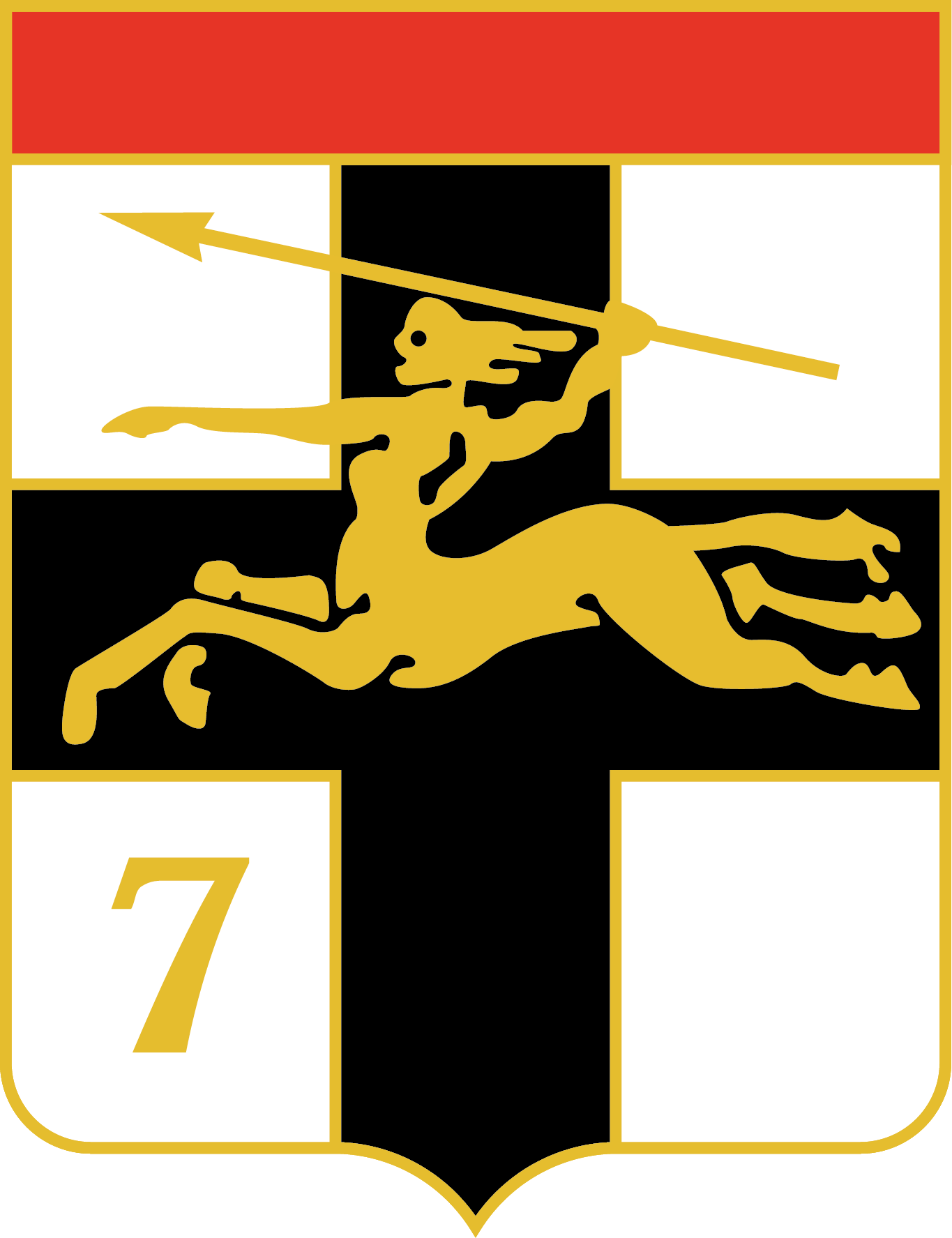
Insigne de la 7e BB.

- Corps de réaction rapide-France de Lille
- 1re division de Besançon
  - 7e brigade blindée de Besançon
  - 9e brigade d'infanterie de marine de Poitiers
  - 27e brigade d'infanterie de montagne de Grenoble

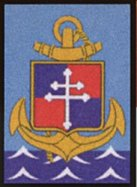
Insigne de la 9e BIMa.

Insigne de la.

  - Brigade franco-allemande de Müllheim en Allemagne
- 3e division de Marseille
  - 2e brigade blindée de Strasbourg

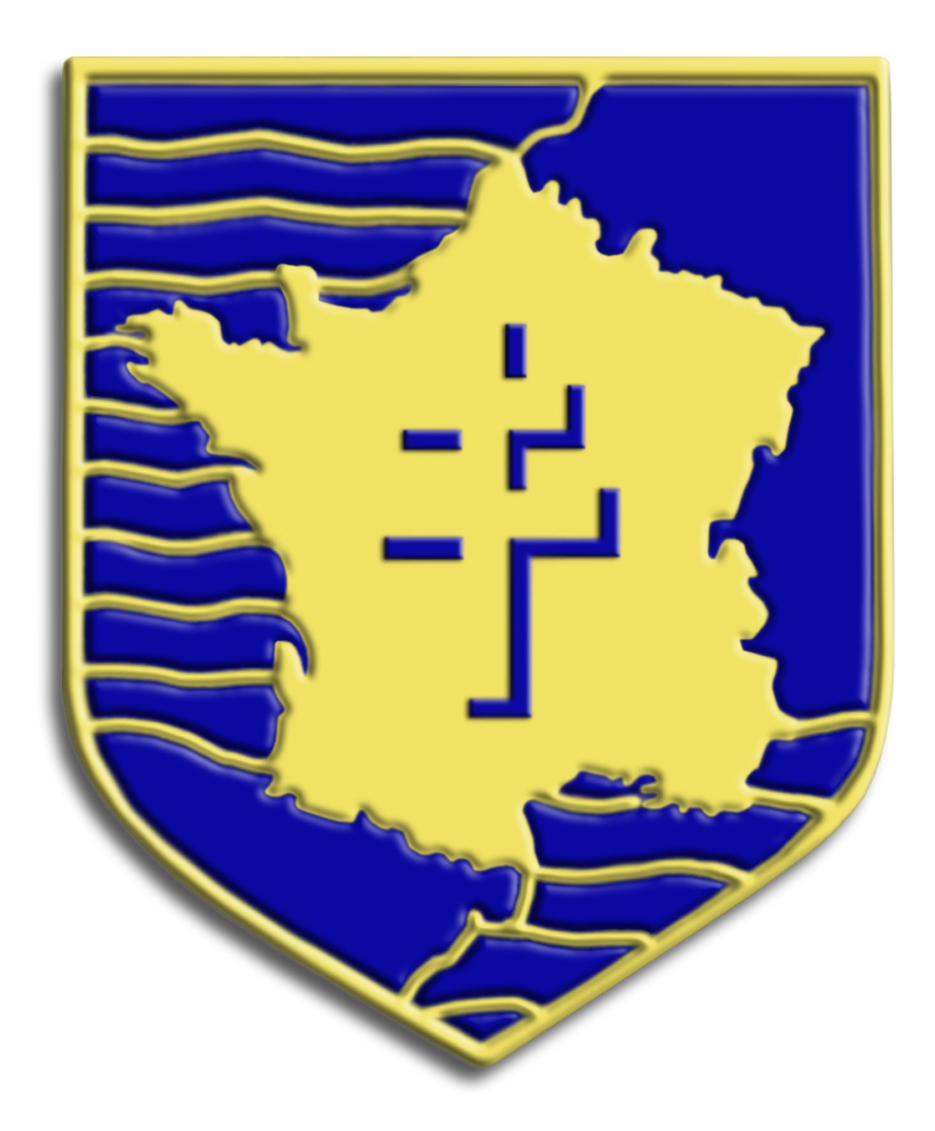
Insigne de la 2e BB.

  - 6e brigade légère blindée de Nîmes
  - 11e brigade parachutiste de Balma
- Commandement du renseignement de Strasbourg
- Commandement des systèmes d'information et de communication de Cesson-Sévigné
- Commandement de la logistique des forces de Lille
- Commandement de l'entrainement et des écoles du combat interarmes de Mourmelon
- État-major spécialisé pour l’outre-mer et l’étranger de Paris

### Structure intégrée du maintien en condition opérationnelle des matériels terrestresdeVersailles
- Commandement de la maintenance des forces de Lille, placé sous l'autorité organique du CFT et sous l'autorité fonctionnelle de la SIMMT,
- Service de la maintenance industrielle terrestre de Versailles

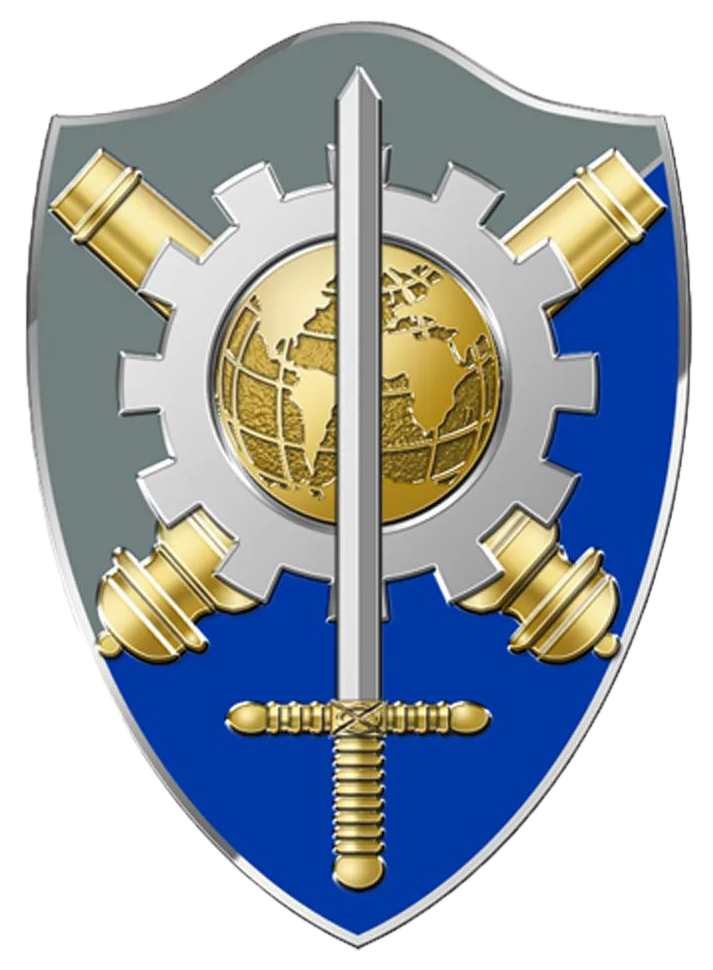
Insigne du SMITer.

### Direction des ressources humaines de l'Armée de terredeTours
- Commandement des ressources humaines et de la formation de Tours

### Commandement territorial de niveau zonal
- zone Île-de-France, Saint-Germain-en-Laye
- zone Nord-Est, Metz
- zone Nord-Ouest, Rennes
- zone Sud-Est, Lyon
- zone Sud-Ouest, Bordeaux
- zone Sud, Marseille

## Depuis 2024

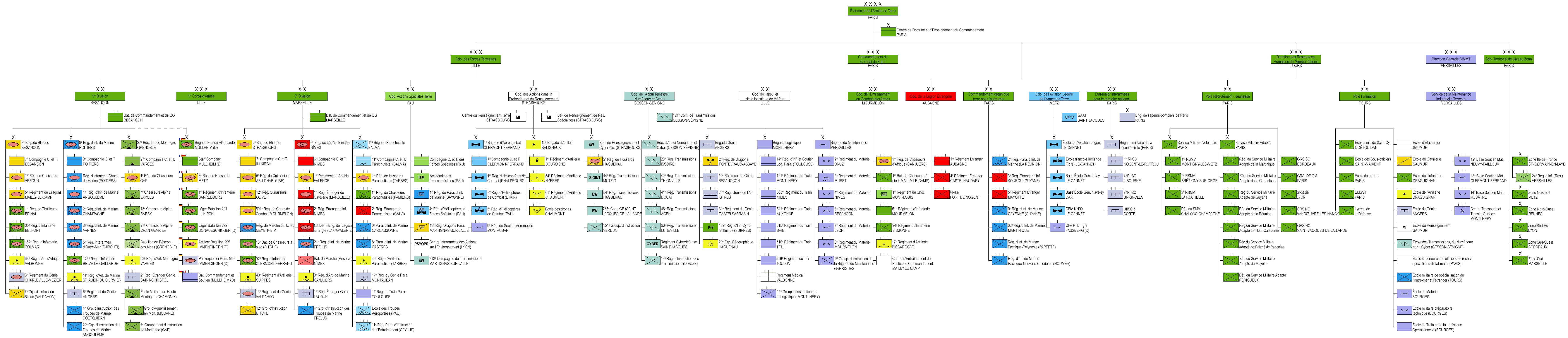
Organisation de l’Armée de terre en 2025.

### État-major de l'Armée de terre deParis
- Corps européen (Eurocorps), la France est l'une des six nations cadres de l'Eurocorps dont l'état-major est situé à Strasbourg
- Corps de réaction rapide-France (CRR-Fr) de Lille
- Inspection de l'Armée de terre (IAT)

#### Commandement de la Légion étrangèred'Aubagne
| Unités                                           | Abréviation | Localisation                        | Fonction         |
| ------------------------------------------------ | ----------- | ----------------------------------- | ---------------- |
| 1er régiment étranger                            | 1er RE      | Aubagne                             | Soutien Légion   |
| 4e régiment étranger                             | 4e RE       | Castelnaudary                       | Formation légion |
| Groupement du recrutement de la Légion étrangère | GRLE        | Fontenay-sous-Bois (fort de Nogent) | Recrutement      |

#### Commandement de l'Aviation légère de l'Armée de terredeMetz
| Unité | Abréviation                                           | Localisation                                      |
| --- | ----------------------------------------------------- | ------------------------------------------------- |
| Détachement avions de l'Armée de terre | DAAT                                                  | Saint-Jacques-de-la-Lande                         |

Insigne du COM ALAT.

| École de l'aviation légère de l'Armée de terre - base école Général Lejay - base école Général Navelet - École franco-allemande de formation des équipages Tigre - Centre de formation inter-armées NH90 - Centre de formation franco-allemand pour le personnel technico-logistique Tigre | EALAT - BAGL - BAGN - EFA Tigre - CFIA NH90 - CFA PTL | Le Cannet-des-Maures, Dax et Fassberg (Allemagne) |

#### État-major spécialisé pour l’outre-mer et l’étrangerdeParis
| Unité                                                             | Abréviation | Localisation           |
| ----------------------------------------------------------------- | ----------- | ---------------------- |
| 9e régiment d'infanterie de marine                                | 9e RIMa     | Cayenne                |
| 33e régiment d'infanterie de marine                               | 33e RIMa    | Guadeloupe, Martinique |
| 2e régiment de parachutistes d'infanterie de marine               | 2e RPIMa    | La Réunion             |
| Régiment d'infanterie de marine du Pacifique - Nouvelle-Calédonie | RIMAP-NC    | Nouvelle-Calédonie     |
| Régiment d'infanterie de marine du Pacifique - Polynésie          | RIMAP-P     | Polynésie française    |
| 3e régiment étranger d'infanterie                                 | 3e REI      | Kourou                 |
| 5e régiment étranger                                              | 5e RE       | Mayotte                |

#### Direction des ressources humaines de l'Armée de terredeTours
- Elément de Formation école

| Unités                                                              | Abréviation | Localisation          |
| ------------------------------------------------------------------- | ----------- | --------------------- |
| École nationale des sous-officiers d'active                         | ENSOA       | Saint-Maixent-l'École |
| Académie militaire de Saint-Cyr Coëtquidan                          | AMSCC       | Coëtquidan            |
| École militaire préparatoire technique                              | EMPT        | Bourges               |
| Centre national des sports de la défense                            | CNSD        | Fontainebleau         |
| Enseignement militaire supérieur scientifique et technique          | EMS-T       | Fontainebleau         |
| École de guerre - Terre                                             | EDG-T       | [ 6 ]                 |
| École d'état-major                                                  | EEM         | Saumur                |
| Enseignement militaire supérieur scientifique et technique          | EMSST       | Paris                 |
| École supérieure des officiers de réserve spécialistes d'état-major | ESORSEM     |                       |
| École du renseignement de l'Armée de terre                          | ERAT        | Saumur                |
| École de l'infanterie                                               | EI          | Draguignan            |
| École du génie                                                      | EG          | Angers                |
| École de l'artillerie                                               | EA          | Draguignan            |
| École de cavalerie                                                  | EC          | Saumur                |
| École des transmissions                                             | ETrans      | Cesson-Sévigné        |
| École du train et de la logistique opérationnelle                   | ETLO        | Bourges               |
| École du Matériel                                                   | ECOMAT      | Bourges               |

- Direction Jeunesse de l'Armee de Terre

| Unités                       | Abréviation | Localisation                                                                         | Fonction               |
| ---------------------------- | ----------- | ------------------------------------------------------------------------------------ | ---------------------- |
| Service national universel   | SNU         |                                                                                      | Service public         |
| Service militaire volontaire | SMV         | Montigny-lès-Metz, Brétigny-sur-Orge, La Rochelle et Châlons-en-Champagne            | Formation et insertion |
| Service militaire adapté     | SMA         | Guadeloupe, Martinique, Guyane, La Réunion, Mayotte, Nouvelle-Calédonie et Périgueux | Formation et insertion |

#### Structure intégrée du maintien en condition opérationnelle des matériels terrestresdeVersailles
- Service de la maintenance industrielle terrestre de Versailles

| Unités                          | Abréviation | Localisation                                              |
| ------------------------------- | ----------- | --------------------------------------------------------- |
| 12e base de soutien du matériel | 12e BSMAT   | Neuvy-Pailloux, Douai et Gien                             |
| 13e base de soutien du matériel | 13e BSMAT   | Clermont-Ferrand, Moulins (Allier), Saint-Astier et Tulle |
| 14e base de soutien du matériel | 14e BSMAT   | Nouâtre, Bruz et Poitiers                                 |

#### Commandement territorial de niveau zonal
- zone Île-de-France, Saint-Germain-en-Laye
  - 24e régiment d’infanterie (24e RI), Versailles
- zone Nord-Est, Metz
- zone Nord-Ouest, Rennes
- zone Sud-Est, Lyon
- zone Sud-Ouest, Bordeaux
- zone Sud, Marseille

#### Commandement du combat du futur
- Section technique de l'Armée de terre (STAT) de Versailles, le groupement aéromobilité est basé à Chabeuil
- Centre d'études Stratégiques
- Division Développement des Forces

#### Commandement des forces terrestresdeLille
- 1re division de Besançon

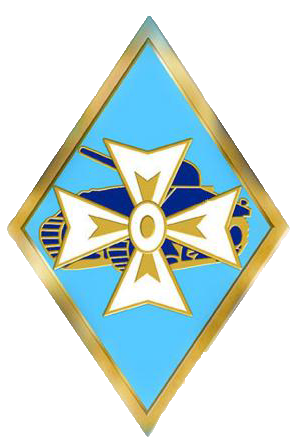
Insigne de la 1re DIV.

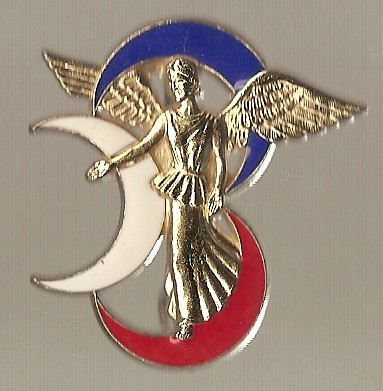
Insigne de la 3e DIV.

- - Bataillon de Commandement et de Quartier Général (BCQG)
  - 7e brigade blindée de Besançon

| Régiments                                                | Abréviation | Localisation         | Équipements principaux |
| -------------------------------------------------------- | ----------- | -------------------- | ---------------------- |
| 35e régiment d'infanterie                                | 35e RI      | Belfort              | VBCI                   |
| 152e régiment d'infanterie                               | 152e RI     | Colmar               | VBCI                   |
| 1er régiment de tirailleurs                              | 1er RTIR    | Épinal               | VBCI                   |
| 1er régiment de chasseurs                                | 1er RCH     | Verdun-Thierville    | Char Leclerc           |
| 5e régiment de dragons                                   | 5e RD       | Mailly-le-Camp       | Char Leclerc           |
| 68e régiment d'artillerie d'Afrique                      | 68e RAA     | La Valbonne          | CAESAR                 |
| 3e régiment du génie                                     | 3e RG       | Charleville-Mézières |                        |
| 7e compagnie de commandement et de transmissions blindée | 7e CCTB     | Besançon             |                        |
| 7e groupement d'instruction blindé                       | 7e GIB      | Valdahon             |                        |

- - 9e brigade d'infanterie de marine de Poitiers

| Régiments                                                  | Abréviation | Localisation           | Équipements principaux |
| ---------------------------------------------------------- | ----------- | ---------------------- | ---------------------- |
| 1er régiment d'infanterie de marine                        | 1re RIMa    | Angoulême              | AMX-10 RC              |
| 2e régiment d'infanterie de marine                         | 2e RIMa     | Auvours (Champagné)    | VBCI                   |
| 3e régiment d'infanterie de marine                         | 3e RIMa     | Vannes                 | VAB                    |
| 126e régiment d'infanterie                                 | 126e RI     | Brive-la-Gaillarde     | VAB                    |
| Régiment d'infanterie chars de marine                      | RICM        | Poitiers               | AMX-10 RC              |
| 5e régiment interarmes d'outre-mer                         | 5e RIAOM    | Djibouti               |                        |
| 11e régiment d'artillerie de marine                        | 11e RAMa    | Saint-Aubin-du-Cormier | CAESAR                 |
| 6e régiment du génie                                       | 6e RG       | Angers                 |                        |
| 9e compagnie de commandement et de transmissions de marine | 9e CCTMa    | Poitiers               |                        |
| 1er groupement d'instruction des troupes de marine         | 1er GITdM   | Coëtquidan             |                        |
| 22e groupement d'instruction des troupes de marine         | 22e GITdM   | Angoulême              |                        |

- - 27e brigade d'infanterie de montagne de Grenoble

| Régiments                                                     | Abréviation | Localisation              | Équipements principaux |
| ------------------------------------------------------------- | ----------- | ------------------------- | ---------------------- |
| 7e bataillon de chasseurs alpins                              | 7e BCA      | Varces-Allières-et-Risset | VAB                    |
| 13e bataillon de chasseurs alpins                             | 13e BCA     | Barby                     | VAB                    |
| 27e bataillon de chasseurs alpins                             | 27e BCA     | Cran-Gevrier              | VAB                    |
| 4e régiment de chasseurs                                      | 4e RC       | Gap                       | AMX-10 RC ; ERC 90     |
| 93e régiment d'artillerie de montagne                         | 93e RAM     | Varces-Allières-et-Risset | CAESAR                 |
| 2e régiment étranger de génie                                 | 2e REG      | Saint-Christol            |                        |
| 27e compagnie de commandement et de transmissions de montagne | 27e CCTM    | Varces-Allières-et-Risset |                        |
| 6e groupement d'instruction de montagne                       | 6e GIM      | Gap                       |                        |
| École militaire de haute montagne                             | EMHM        | Chamonix-Mont-Blanc       |                        |
| Groupement d'aguerrissement en montagne                       | GAM         | Modane                    |                        |

- - Brigade franco-allemande de Müllheim en Allemagne

Insigne de la BFA.

Les unités françaises de la BFA sont également subordonnées à la 1re division.
| Régiments                                                              | Abréviation | Localisation         | Équipements principaux |
| ---------------------------------------------------------------------- | ----------- | -------------------- | ---------------------- |
| 1er régiment d'infanterie                                              | 1er RI      | Sarrebourg           | VAB                    |
| 3e régiment de hussards                                                | 3e RH       | Metz                 | AMX-10 RC              |
| Bataillon de commandement et de soutien de la brigade franco-allemande | BCS         | Müllheim (Allemagne) |                        |

- 3e division de Marseille

- - Bataillon de Commandement et de Quartier Général (BCQG)
  - 2e brigade blindée de Strasbourg

| Régiments                                                | Abréviation | Localisation           | Équipements principaux |
| -------------------------------------------------------- | ----------- | ---------------------- | ---------------------- |
| Régiment de marche du Tchad                              | RMT         | Meyenheim              | VBCI                   |
| 16e bataillon de chasseurs à pied                        | 16e BCP     | Bitche                 | VBCI                   |
| 92e régiment d'infanterie                                | 92e RI      | Clermont-Ferrand       | VBCI                   |
| 12e régiment de cuirassiers                              | 12e RC      | Olivet                 | Char Leclerc           |
| 501e régiment de chars de combat                         | 501e RCC    | Mourmelon              | Char Leclerc           |
| 5e régiment de cuirassiers                               | 5e RC       | Émirats arabes unis    |                        |
| 40e régiment d'artillerie                                | 40e RA      | Suippes                | AUF1                   |
| 13e régiment du génie                                    | 13e RG      | Valdahon               |                        |
| 2e compagnie de commandement et de transmissions blindée | 2e CCTB     | Illkirch-Graffenstaden |                        |
| 12e groupement d'instruction                             | 12e GI      | Bitche                 |                        |

- - 6e brigade légère blindée de Nîmes

| Régiments                                                  | Abréviation | Localisation                  | Équipements principaux |
| ---------------------------------------------------------- | ----------- | ----------------------------- | ---------------------- |
| 1er régiment étranger de cavalerie                         | 1er REC     | Carpiagne                     | AMX-10 RC              |
| 2e régiment étranger d'infanterie                          | 2e REI      | Nîmes                         | VBCI                   |
| 13e demi-brigade de Légion étrangère                       | 13e DBLE    | Camp du Larzac (La Cavalerie) |                        |
| 21e régiment d'infanterie de marine                        | 21e RIMa    | Fréjus                        | VAB                    |
| 1er régiment de spahis                                     | 1er RS      | Valence                       | AMX-10 RC              |
| 3e régiment d'artillerie de marine                         | 3e RAMa     | Canjuers                      | CAESAR                 |
| 1er régiment étranger de génie                             | 1er REG     | Laudun-l'Ardoise              |                        |
| 6e compagnie de commandement et de transmissions de marine | 6e CCTMa    | Nîmes                         |                        |
| 4e groupement d'instruction des troupes de marine          | 4e GITdM    | Fréjus                        |                        |

- - 11e brigade parachutiste de Balma

| Régiments                                                      | Abréviation | Localisation | Équipements principaux |
| -------------------------------------------------------------- | ----------- | ------------ | ---------------------- |
| 1er régiment de hussards parachutistes                         | 1er RHP     | Tarbes       | AMX-10 RC ; ERC 90     |
| 1er régiment de chasseurs parachutistes                        | 1er RCP     | Pamiers      | VAB                    |
| 2e régiment étranger de parachutistes                          | 2e REP      | Calvi        | VAB                    |
| 3e régiment de parachutistes d'infanterie de marine            | 3e RPIMa    | Carcassonne  | VAB                    |
| 8e régiment de parachutistes d'infanterie de marine            | 8e RPIMa    | Castres      | VAB                    |
| 35e régiment d'artillerie parachutiste                         | 35e RAP     | Tarbes       | CAESAR                 |
| 17e régiment du génie parachutiste                             | 17e RGP     | Montauban    |                        |
| 1er régiment du train parachutiste                             | 1er RTP     | Cugnaux      |                        |
| 11e compagnie de commandement et de transmissions parachutiste | 11e CCTP    | Balma        |                        |
| École des troupes aéroportées                                  | ETAP        | Pau          |                        |
| 11e régiment parachutiste d'instruction et d'entrainement      | 11e RPIE    | Caylus       |                        |

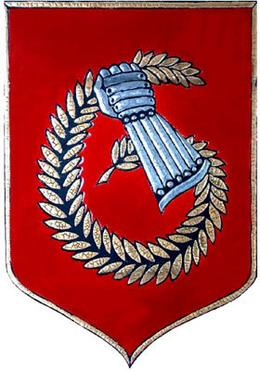
Insigne de la 6e BLB.

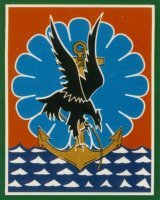
Insigne de la 11e BP.

- Commandement de l'appui terrestre numérique et cyber de Cesson-Sévigné
  - 121e compagnie de transmissions (121e CT)
  - Brigade d’appui numérique et du cyber de Cesson-Sévigné

| Régiments                                    | Abréviation | Localisation                  |
| -------------------------------------------- | ----------- | ----------------------------- |
| 28e régiment de transmissions                | 28e RT      | Issoire                       |
| 40e régiment de transmissions                | 40e RT      | Thionville et Hettange-Grande |
| 41e régiment de transmissions                | 41e RT      | Douai                         |
| 48e régiment de transmissions                | 48e RT      | Agen                          |
| 53e régiment de transmissions                | 53e RT      | Lunéville et Chenevières      |
| Régiment de cyberdéfense                     | Cyber       | Saint-Jacques-de-la-Lande     |
| 18e régiment d'instruction des transmissions | 18e RIT     | Dieuze                        |

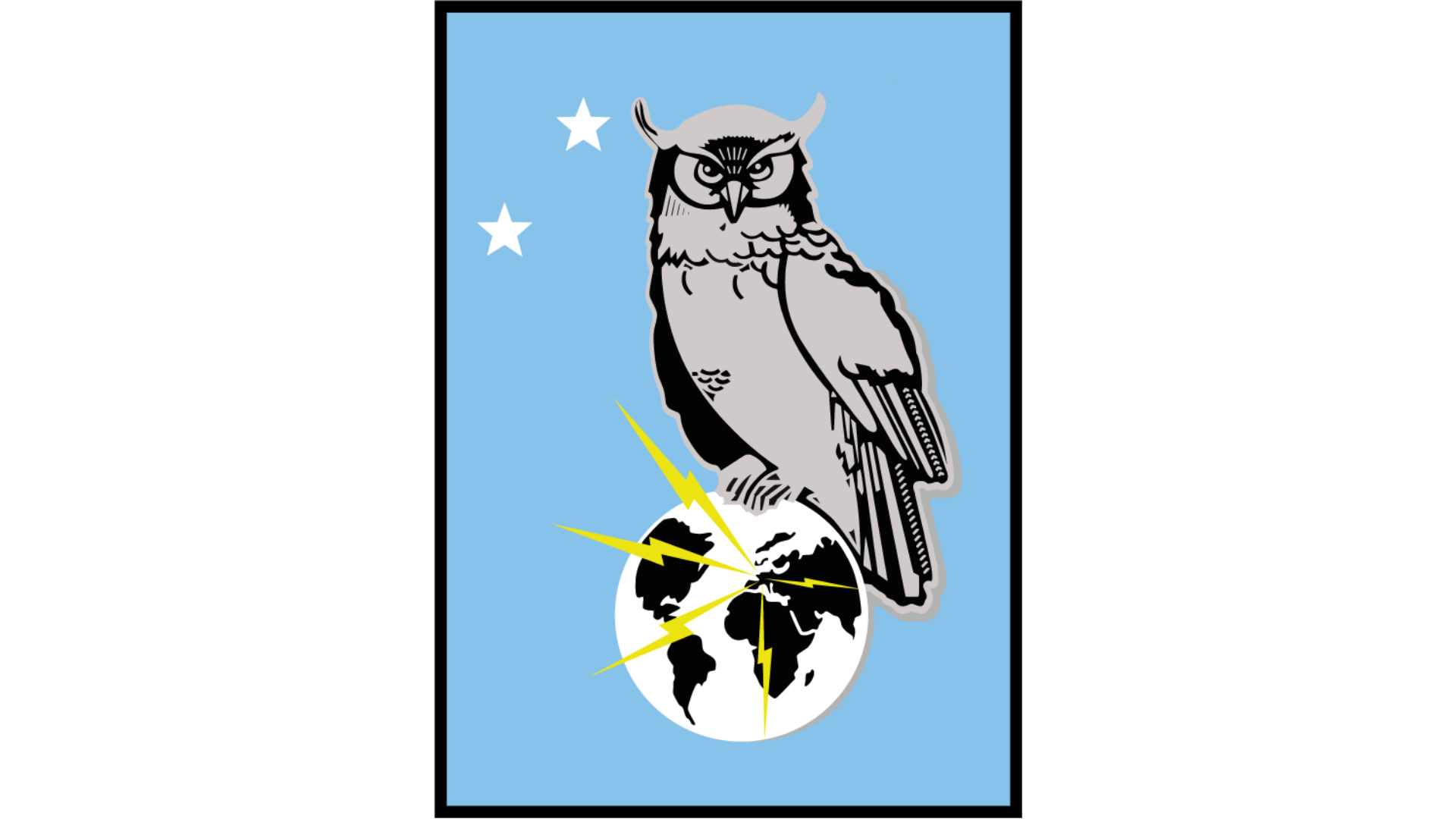
Insigne de la BRCE.

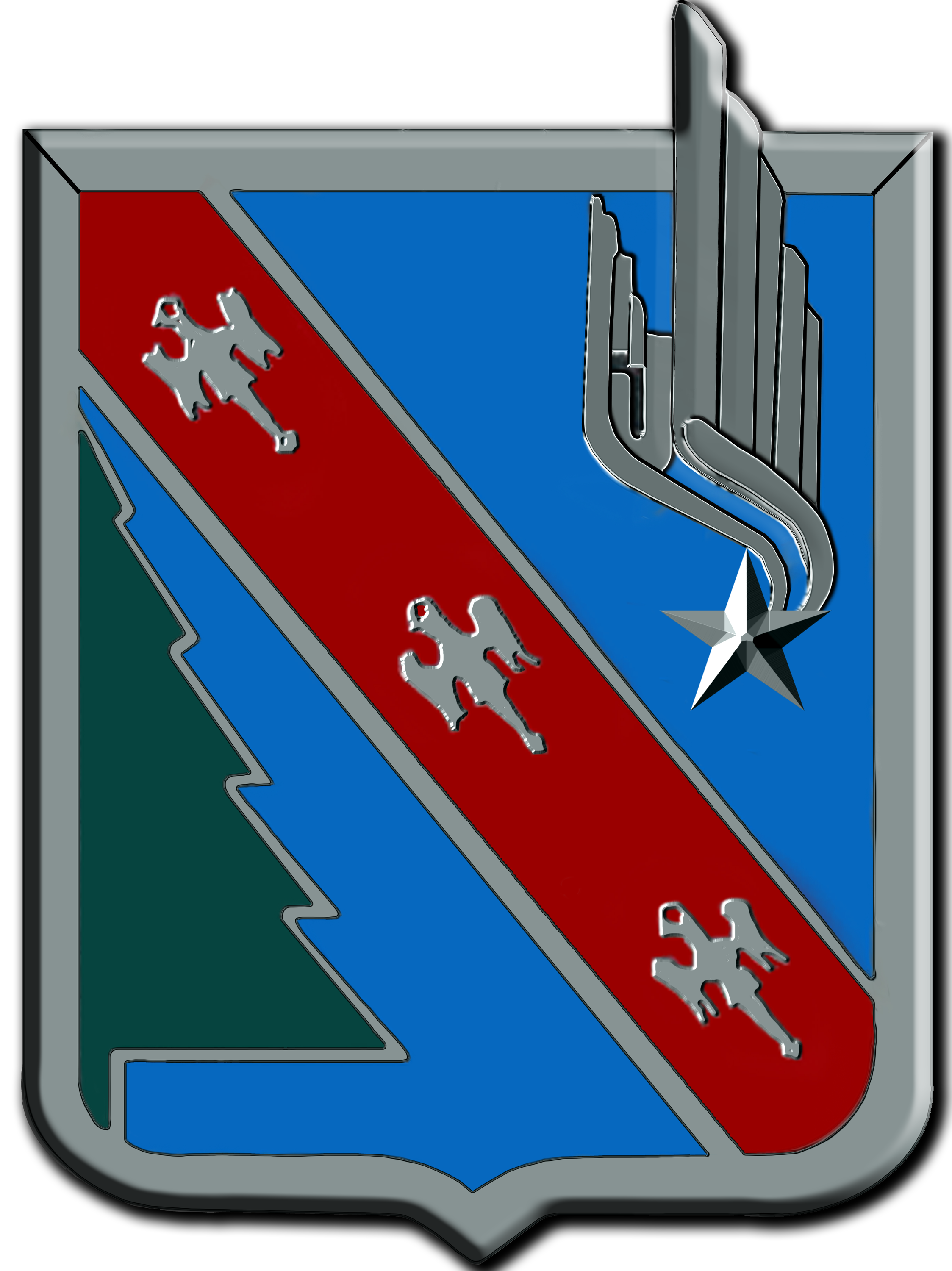
Insigne de la 4e BAC.

- Commandement des actions dans la profondeur et du renseignement de Strasbourg
  - Centre du renseignement terre (CRT) de Strasbourg
  - Bataillon de renseignement de réservistes spécialistes (B2RS) de Strasbourg, Paris et Toulouse
  - Brigade de renseignement et cyber-électronique de Strasbourg

| Régiments                             | Abréviation | Localisation              |
| ------------------------------------- | ----------- | ------------------------- |
| 2e régiment de hussards               | 2e RH       | Haguenau                  |
| 44e régiment de transmissions         | 44e RT      | Mutzig                    |
| 54e régiment de transmissions         | 54e RT      | Haguenau                  |
| 785e compagnie de guerre électronique | 785e CGE    | Saint-Jacques-de-la-Lande |
| 151e groupement d'instruction         | 151e GI     | Verdun-Thierville         |

- - 4e brigade d'aérocombat de Clermont-Ferrand

| Régiments                                                             | Abréviation | Localisation     |
| --------------------------------------------------------------------- | ----------- | ---------------- |
| 1er régiment d'hélicoptères de combat                                 | 1er RHC     | Phalsbourg       |
| 3e régiment d'hélicoptères de combat                                  | 3e RHC      | Étain            |
| 5e régiment d'hélicoptères de combat                                  | 5e RHC      | Pau-Uzein        |
| 9e régiment de soutien aéromobile                                     | 9e RSAM     | Montauban        |
| 4e compagnie de commandement de transmissions et soutien d'aérocombat | 4e CCTSA    | Clermont-Ferrand |

- - 19e brigade d'artillerie de Béligneux

| Régiments                 | Abréviation | Localisation | Équipements principaux |
| ------------------------- | ----------- | ------------ | ---------------------- |
| 1er régiment d'artillerie | 1er RA      | Bourogne     | LRU M270               |
| 54e régiment d'artillerie | 54e RA      | Hyères       |                        |
| 61e régiment d'artillerie | 61e RA      | Chaumont     |                        |
| Ecole des drones          | EDD         | Chaumont     |                        |

- Commandement des actions spéciales terre de Pau

| Régiments                                            | Abréviation | Localisation  |
| ---------------------------------------------------- | ----------- | ------------- |
| Centre interarmées des actions sur l'environnement   | CIAE        | Lyon          |
| 712e compagnie de transmissions                      | 712e CT     | Camp de Souge |
| 1er régiment de parachutistes d'infanterie de marine | 1er RPIMa   | Bayonne       |
| 4e régiment d'hélicoptères des forces spéciales      | 4e RHFS     | Pau-Uzein     |
| 13e régiment de dragons parachutistes                | 13e RDP     | Camp de Souge |
| Académie des forces spéciales (centre Arès)          | Académie FS | Pau           |
| Ecole militaire de l’INFLUENCE                       |             |               |

- Commandement de l’appui et de la logistique de théâtre de Lille

- - Brigade du génie d'Angers

| Régiments                                | Abréviation | Localisation                    | Équipements principaux                                                                    |
| ---------------------------------------- | ----------- | ------------------------------- | ----------------------------------------------------------------------------------------- |
| 19e régiment du génie                    | 19e RG      | Besançon, Mourmelon et Canjuers |                                                                                           |
| 31e régiment du génie                    | 31e RG      | Castelsarrasin                  |                                                                                           |
| 25e régiment du génie de l'air           | 25e RGA     | Istres, Avord et Mont-de-Marsan | Soutien à l'Armée de l'air                                                                |
| 132e régiment d'infanterie cynotechnique | 132e RIC    | Suippes                         |                                                                                           |
| 2e régiment de dragons                   | 2e RD       | Fontevraud-l'Abbaye             | VAB reconnaissance NBC ; VLRA de décontamination ; Système de décontamination approfondie |
| 28e groupe géographique                  | 28e GG      | Haguenau                        |                                                                                           |

- - Brigade logistique de Monthléry

| Régiments                                               | Abréviation | Localisation     |
| ------------------------------------------------------- | ----------- | ---------------- |
| 14e régiment d'infanterie et de logistique parachutiste | 14e RILP    | Toulouse         |
| 121e régiment du train                                  | 121e RT     | Montlhéry        |
| 503e régiment du train                                  | 503e RT     | Nîmes            |
| 511e régiment du train                                  | 511e RT     | Auxonne          |
| 515e régiment du train                                  | 515e RT     | Brie-La Braconne |
| 516e régiment du train                                  | 516e RT     | Toul-Écrouves    |
| 519e régiment du train                                  | 519e RT     | Toulon-Ollioules |
| Régiment médical                                        | RMED        | La Valbonne      |
| 15e groupement d'instruction de la logistique           | 15e GIL     | Montlhéry        |

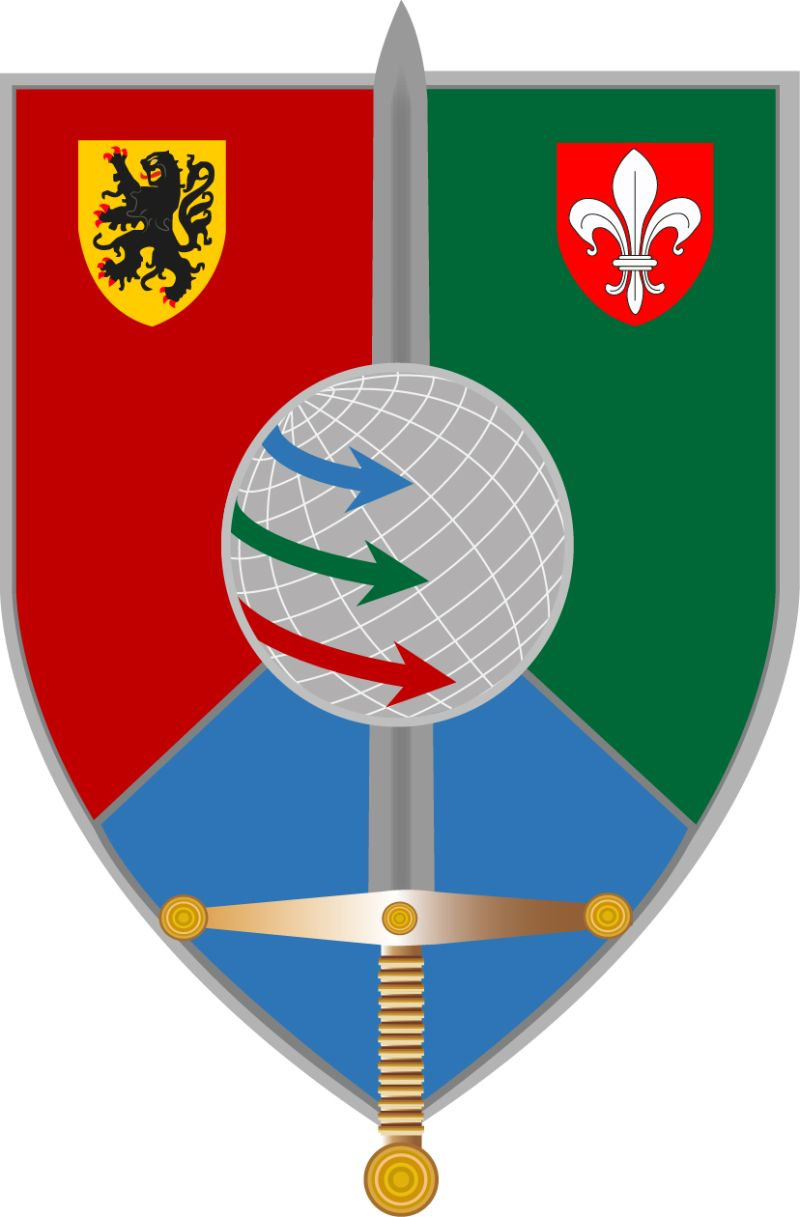
Insigne du CALT.

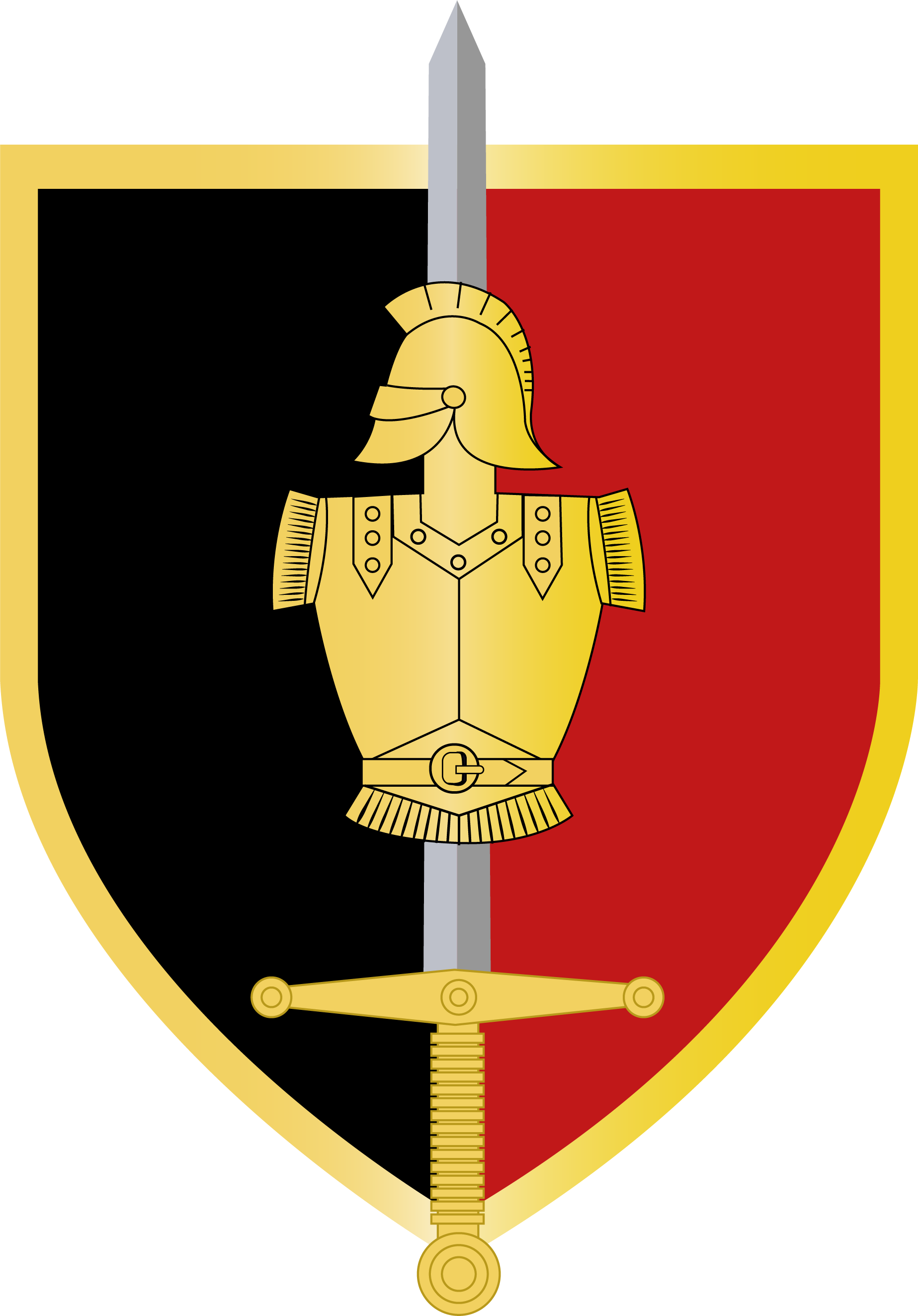
Insigne de la BGEN.

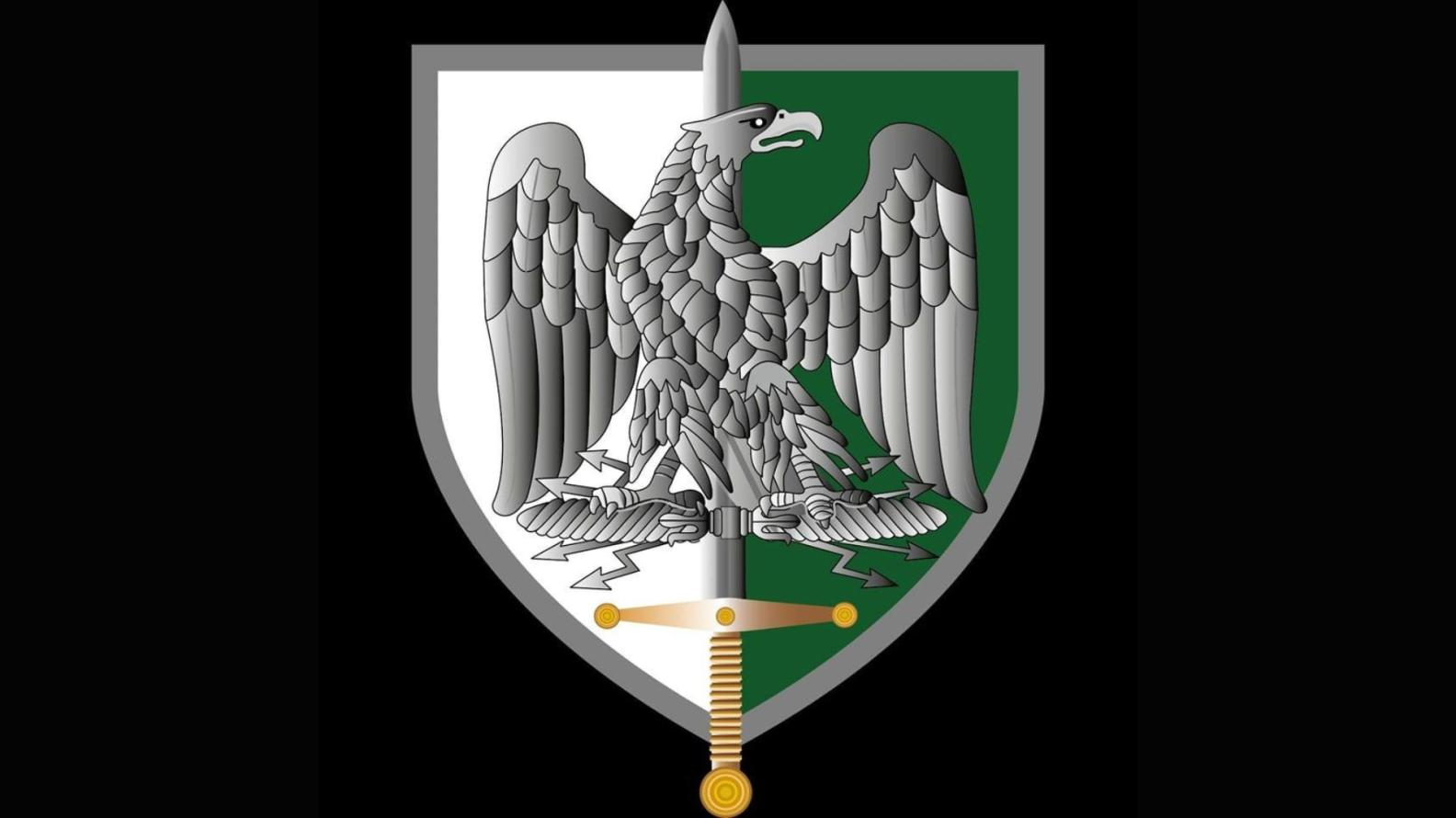
Insigne de la BLOG.

- - Brigade de maintenance de Versailles

| Régiments                                                 | Abréviation   | Localisation                                |
| --------------------------------------------------------- | ------------- | ------------------------------------------- |
| 2e régiment du matériel                                   | 2e RMAT       | Bruz, Poitiers et Saint-Jacques-de-la-Lande |
| 3e régiment du matériel                                   | 3e RMAT       | Muret, Montauban et Vayres                  |
| 4e régiment du matériel                                   | 4e RMAT       | Nîmes, Canjuers, Draguignan et Miramas      |
| 6e régiment du matériel                                   | 6e RMAT       | Besançon, Gresswiller, Woippy               |
| 7e régiment du matériel                                   | 7e RMAT       | Lyon, Varces                                |
| 8e régiment du matériel                                   | 8e RMAT       | Mourmelon et Versailles                     |
| 1er groupement d'instruction de la brigade de maintenance | 1er GI BMAINT | Camp des Garrigues                          |

- Commandement de l'entrainement au combat interarmes de Mourmelon

| Unités                                           | Abréviation | Localisation     |
| ------------------------------------------------ | ----------- | ---------------- |
| Centre d'entraînement des postes de commandement | CEPC        | Camp de Mailly   |
| 1er bataillon de chasseurs à pied                | 1er BCP     | Camp de Mailly   |
| 51e régiment d'infanterie                        | 51e RI      | Mourmelon        |
| 94e régiment d'infanterie                        | 94e RI      | Camp de Sissonne |
| 1er régiment de chasseurs d'Afrique              | 1er RCA     | Canjuers         |
| 1er régiment de choc                             | 1er choc    | Mont-Louis       |
| 17e régiment d'artillerie                        | 17e RA      | Biscarrosse      |

### État-major interarmées du territoire national métropolitaindeParis
| Unités                                  | Abréviation | Localisation | Fonction        |
| --------------------------------------- | ----------- | ------------ | --------------- |
| Brigade de sapeurs-pompiers de Paris    | BSPP        | Paris        | Pompiers        |
| Brigade militaire de la sécurité civile | BMSC        |              | Sécurité civile |

Composition de la Brigade militaire de la sécurité civile
| Unités                                                             | Abréviation | Localisation     | Fonction        |
| ------------------------------------------------------------------ | ----------- | ---------------- | --------------- |
| 1er régiment d'instruction et d'intervention de la sécurité civile | 1er RIISC   | Nogent-le-Rotrou | Sécurité civile |
| 4e régiment d'instruction et d'intervention de la sécurité civile  | 4e RIISC    | Libourne         | Sécurité civile |
| Unité d'instruction et d'intervention de la sécurité civile n°5    | UIISC 5     | Corte            | Sécurité civile |
| 7e régiment d'instruction et d'intervention de la sécurité civile  | 7e RIISC    | Brignoles        | Sécurité civile |